# Hylemya alcathoe
Hylemya alcathoe är en tvåvingeart som först beskrevs av Walker 1849.  Hylemya alcathoe ingår i släktet Hylemya och familjen blomsterflugor. Inga underarter finns listade i Catalogue of Life.